# Vicious Cycle
Ne doit pas être confondu avec Vicious Cycle Software.
Albums de Lynyrd Skynyrd
Christmas Time Again
(2000) Lynyrd Skynyrd Lyve:The Vicious Cycle Tour
(2004)
Singles
1. Red, White & Blue
Sortie : 16 avril 2003

Vicious Cycle est le douzième album studio du groupe de rock sudiste Lynyrd Skynyrd. Il est paru le 20 mai 2003 sur le label Sanctuary Records et a été produit par Ben Fowler et le groupe.

## Historique
Cet album fut enregistré entre novembre 2002 et janvier 2003 dans les studios Cartee Day de Nashville dans le Tennessee.
Il est le premier album sans le bassiste des débuts Leon Wilkeson, décédé le 27 juillet 2001 et le premier avec son remplçant Ean Evans. On peut néanmoins l'entendre sur deux titres, The Way et Lucky Man. La chanson Mad Hatter lui est dédiée, Leon était un grand amateur de chapeaux de toutes sortes.
Vicious Cycle comprend en bonus une reprise de Gimme Back My Bullets (sorti en 1976 sur l'album éponyme) avec Kid Rock.
Il se classa à la 30e place du Billboard 200 aux États-Unis, ce qui était le meilleur classement d'un album du groupe depuis Street Survivors sorti en 1977.

## Liste des titres
1. That's How I Like It (Gary Rossington / Johnny Van Zant / Hughie Thomasson / Rickey Medlocke / Eric Blair) - 4:33
2. Pick 'em Up (J.Van Zant / Medlocke / Tom Hambridge) - 4:20
3. Dead Man Walking (Rossington / J.Van Zant / Medlocke / Thomasson / Kevin Bowe) - 4:30
4. The Way (Rossington / J.Van Zant / Medlocke / Thomasson) - 5:32
5. Red, White And Blue (J.Van Zant / Donnie Van Zant / Brad Warren / Brett Warren) - 5:30
6. Sweet Mama (Rossington / J.Van zant / Medlocke / Thomasson) - 5:39
7. All Funked Up (Rossington/J.Van Zant/Medlocke/Thomasson/Jim Peterik) - 3:33
8. Hell Or Heaven (Rossington / J.Van Zant / Medlocke / Peterik) - 5:14
9. Mad Hatter (Rossington / J.Van Zant / Medlocke / Thomasson / Hambridge) - 5:38
10. Rockin' Little Town (Rossington / J.Van Zant / Medlocke / Thomasson / Hambridge) -3:36
11. Crawl (Rossington / J. Van Zant / Medlocke / Thomasson / Peterik) - 5:39
12. Jake (Rossington / J.Van Zant / Medlocke / Thomasson / Hambridge) - 3:41
13. Life's Lessons (Rossington / J.Van Zant / Medlocke / Thomasson / Peterik) - 5:59
14. Lucky Man (Rossington / J.Van Zant / Medlocke / Thomasson) - 5:35

Titre bonus
1. Gimme Back My Bullets (Rossington / Ronnie Van Zant) - 3:41

## Musiciens
| Membres du groupe - Gary Rossington : guitares - Johnny Van Zant : chant - Billy Powell : claviers - Ricky Medlocke : guitares, chœurs - Hughie Thomasson : guitares, chœurs - Michael Cartellone : batterie, percussion - Ean Evans : basse - Leon Wilkeson : basse sur The Way et Lucky Man - Dale Krantz - Rossington : chœurs - Carol Chase : chœurs. Invité spécial - Kid Rock : chant sur Gimme Back My Bullets | Musiciens additionnels - Biff Watson: guitare acoustique, bouzouki - Eric Darken: percussions - John Hobbs: piano, orgue - Gordon Mote: orgue - Greg Morrow: batterie - Brent Rowan: tiple - Chris Dunn: trombone - Jim Horn: saxophone baryton - Sam Levine: saxophone ténor - Steve Patrick: trompette - The Nashville String Machine: cordes - Perry Coleman, Tom Hambridge & Melody Crittendom: chœurs sur les titres 6 &7 - Brad et Brett Warren: chœurs sur les titres 1 & 5 |

## Charts
| Pays       | Durée du classement | Meilleur classement |
| ---------- | ------------------- | ------------------- |
| Allemagne  | 2 semaines          | 44e                 |
| États-Unis | 11 semaines         | 30e                 |
| Finlande   | 2 semaines          | 30e                 |
| France     | 1 semaine           | 150e                |

Charts singles
| Année | Single             | Chart                  | Durée du classement | Position |
| ----- | ------------------ | ---------------------- | ------------------- | -------- |
| 2003  | Red White and Blue | Mainstream Rock Tracks | 16 semaines         | 27e      |